# Jean-Claude Trichet
Jean-Claude Trichet (Lió, Roine, 20 de desembre de 1942) és un economista francès, president del Banc Central Europeu des de l'1 de novembre de 2003 fins al 31 d'octubre de 2011.

## Biografia
Jean-Claude Trichet nasqué el 1942 a Lió. Va estudiar al liceu Condorcet a París abans
de diplomar-se el 1964 com a enginyer civil a l'Escola Nacional Superior de Mines de Nancy. També és diplomat de l'Institut d'Estudis Polítics de París i llicenciat en ciències econòmiques de 1969 a 1971. El 1971 treballà com a inspector de finances. Posteriorment fou conseller del president de la República per a la indústria, l'energia i la recerca i la microeconomia del 1978 al 1981. També presidí el Club de París entre el 1985 i el 1993.
El 1986 fou nomenat director del gabinet del ministre d'economia, de finances i de la privatització, abans d'ésser designat director del tresor el 1987. El 1992 fou elegit president del Comitè Monetari Europeu, i un any després fou nomenat governador del Banc de França, càrrec que ocupà fins al 2003. També fou president del Consell de Política Monetària del Banc de França, i des del 1998, membre del Consell de Governadors del Banc Central Europeu.
La seva trajectòria professional patí un entrebanc quan hom l'acusà d'haver participat en la falsificació de la comptabilitat de l'entitat financera Crédit Lyonnais el 1990-91, acusació de la qual fou absolt el 2003. Fou elegit per al càrrec de governador del Banc Central Europeu el 2003 en substitució de Wim Duisenberg per un període de vuit anys.
És un propagandista de la política de retallades i d'austeritat, que ell justificà amb l'obra del professor de Harvard Kenneth Rogoff, que va adverar-se una teoria caduca, basada en un error de càlcul en Excel, palesada per l'estudi del doctorand Thomas Herndon l'abril de 2013.